# Sancta Maria, mater Dei (Mozart)
Sancta Maria, mater Dei (en latín, Santa María, madre de Dios) en fa mayor, K. 273, es un gradual compuesto por Wolfgang Amadeus Mozart, quien la introdujo en su catálogo temático el 9 de septiembre de 1777 en Salzburgo. La pieza está escrita para coro mixto a cuatro voces y una orquesta de cuerda, integrada por violines (I y II), violas, violonchelos y contrabajo, así como bajo continuo (que incluye órgano).

## Historia
En el verano de 1777, Mozart —con veintiún años de edad— estaba desesperado por abandonar Salzburgo y le pidió al príncipe-arzobispo Hieronymus von Colloredo que le permitiese a él y a su padre, Leopold, trasladarse temporalmente a trabajar a otro lugar. La respuesta del arzobispo fue despedir a ambos de sus cargos, aunque posteriormente readmitiría a Leopold en su puesto como prestigioso Kapellmeister. Mozart compuso esta pieza para la fiesta de la Natividad de la Virgen María (celebrada el 8 de septiembre), junto antes de partir el 23 de septiembre de 1777 con su madre a su viaje por Augsburgo, Mannheim y París, donde ella falleció.

## Texto
La pieza está compuesta sobre esta oración:

Sancta Maria, mater Dei,

ego omnia tibi debeo,

sed ab hac hora singulariter

me tuis servitiis devoveo.

Te patronam,

te sospitatricem eligo.

Tuus honor et cultus aeternum

mihi cordi fuerit,

quem ego nunquam deseram

neque ab aliis mihi subditis

verbo factoque violari patiar.

Sancta Maria, tu pia

me pedibus tuis advolutum recipe,

in vita protege,

in mortis discrimine defende.

Amen.
Santa María, madre de Dios,

todo te lo debo a ti,

pero desde esta hora me consagro

únicamente a tu servicio.

Te elijo a ti como patrona,

a ti como protectora.

En mi corazón estarán eternamente

tu honor y tu culto,

que no abandonaré nunca

ni permitiré que otros me obliguen

a violarlo de palabra u obra.

Santa María, tú que eres piadosa

recíbeme, suplicante a tus pies,

protégeme en la vida

y sé mi abogada en la muerte.

Amén.